# Stati Generali del 1302
Gli Stati Generali del 1302 furono convocati da re Filippo IV di Francia nella Cattedrale di Notre-Dame di Parigi il 10 aprile del 1302.

## Le premesse: i duri rapporti con Bonifacio VIII
I rapporti tra il re di Francia Filippo il Bello e il papa romano Bonifacio VIII furono duri e contrastanti. Papa Bonifacio VIII, che male guardava lo stile di vita che conduceva il re francese, venne provocato dall'imposizione di imposte sul clero da parte dello Stato francese. Fortemente contrario, rivendicando il potere teocratico del pontefice, il papa ordinò al re l'immediato annullamento dell'imposta al clero. Filippo IV non tornò sui suoi passi e il pontefice scomunicò il re francese.

## La convocazione degli Stati generali
Re Filippo IV, incurante della scomunica e intento a liberarsi del giogo di Roma, decise di convocare per la prima volta nella storia della Francia l'assemblea degli Stati Generali. Divisa in tre camere separate, 300 membri di nobiltà, clero e terzo Stato furono chiamati a pronunciarsi sull'indipendenza del potere del re rispetto ai dettami del pontefice. Con voto unanime delle tre camere (clero compreso), gli Stati Generali si schierarono dalla parte del re.

## Conseguenze: la bollaUnam Sanctame il processo al papa
Papa Bonifacio VIII, scontento di non aver ottenuto alcuna reazione nel regno di Francia, decise di proclamare la bolla Unam Sanctam Ecclesiam, in cui ribadiva la supremazia del potere spirituale della Chiesa, che aveva come unico capo il vescovo di Roma, sul potere temporale dei re. 

In tutta risposta, il re di Francia istituì un processo per invalidare l'elezione di Benedetto Caetani al soglio pontificio, specie in seguito all'abdicazione di Celestino V, in cui il papa venne accusato di eresia e magia nera. Tale processo non fu mai portato a termine. In compenso, però, il re di Francia inviò un'armata, al comando di Giacomo Sciarra Colonna, nemico personale del papa, a occupare i palazzi pontifici a Roma ed Anagni (in cui si verificò l'episodio dello schiaffo al pontefice).